# 最乗寺

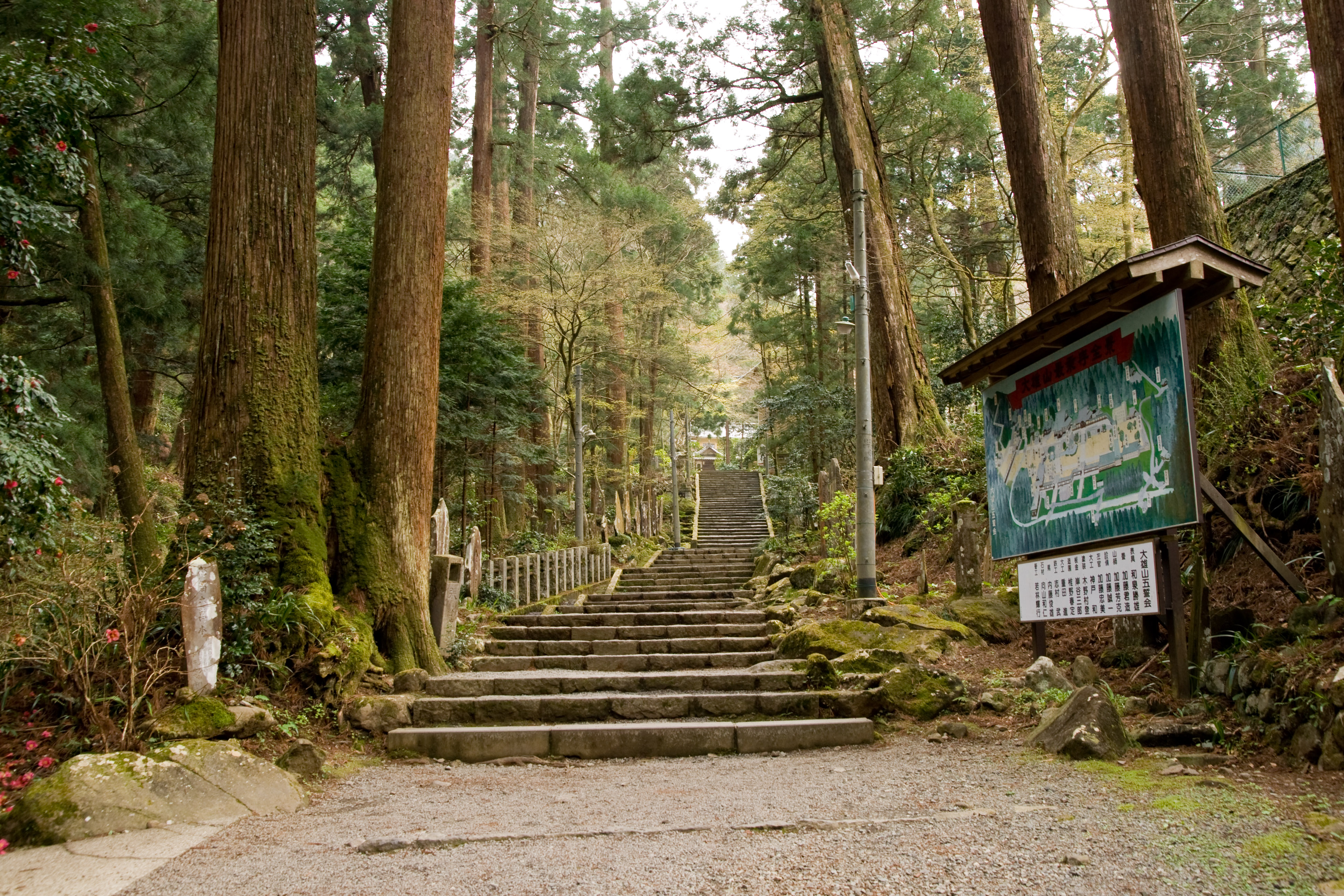
石段と大雄山の杉林

最乗寺（さいじょうじ）は、神奈川県南足柄市にある曹洞宗の寺院。山号は大雄山（だいゆうざん）。寺紋は羽団扇。

## 歴史
1394年（応永元年）3月10日、峨山五哲である通幻寂霊門下の了庵慧明によって開山され、東国における通幻派の拠点となる。通幻門下は各地で公共事業を行い民心をつかむが、最乗寺にもこの地で土木工事を行ったという了庵法嗣の妙覚道了（道了尊）が祀られている。
地元では寺全体が「道了さん」とよばれ親しまれており、これまでに余語翠巖、新井石禅、石附周行等が住職を歴任した。修行道場として僧堂を設置している。
2010年10月31日の首都圏御開帳に合わせ、本尊を載せたみこしが80年振りに復活し、最初に小田原駅から国道1号のういろう社まで渡御された。また禅寺特訓道場を設置しており、経営コンサルティングや社員教育ポスターの販売を主業務とするモチベーション・アップ株式会社と提携した社員教育を請け負っていることでも知られている。 

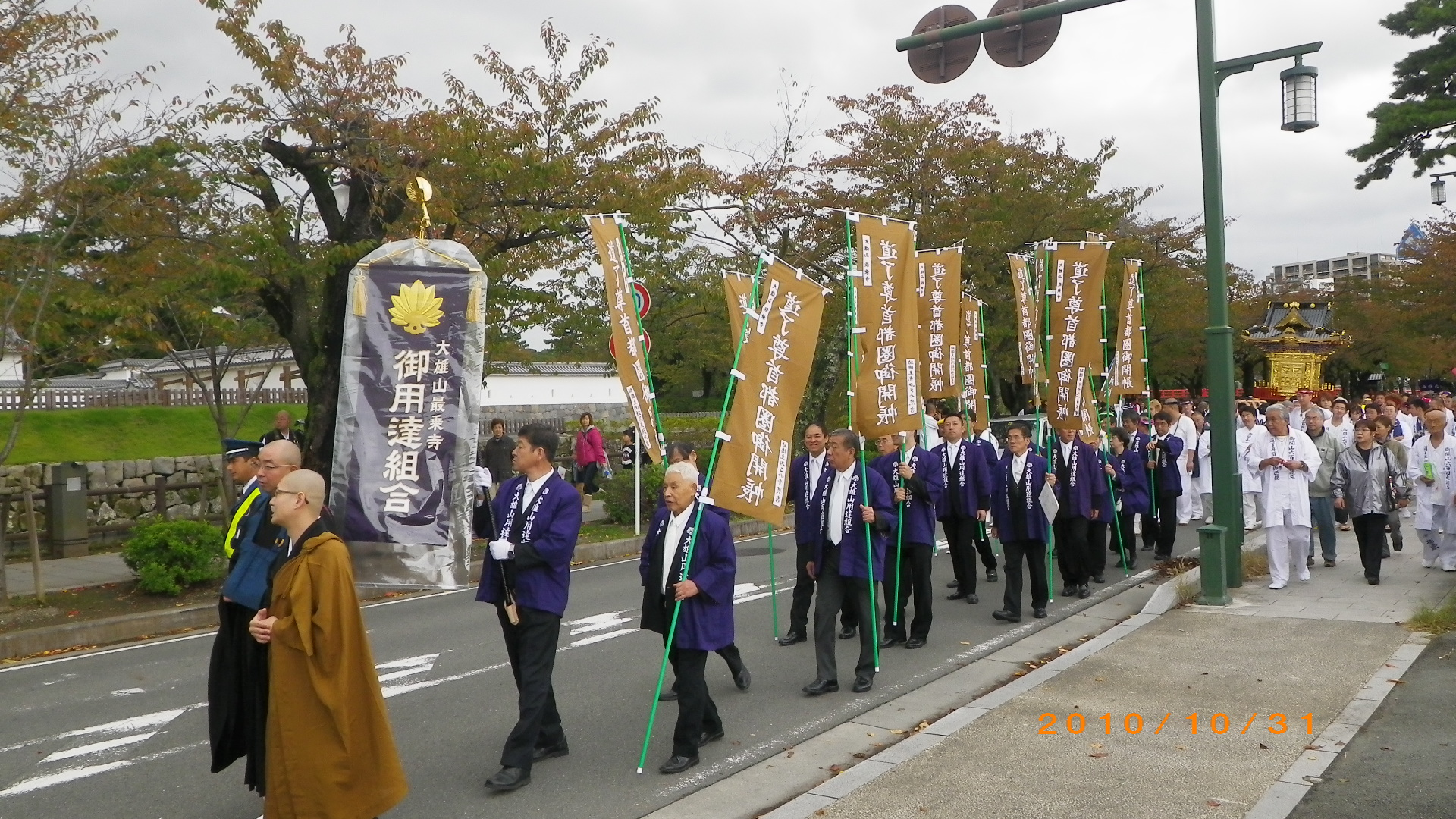
最乗寺の神輿の様子
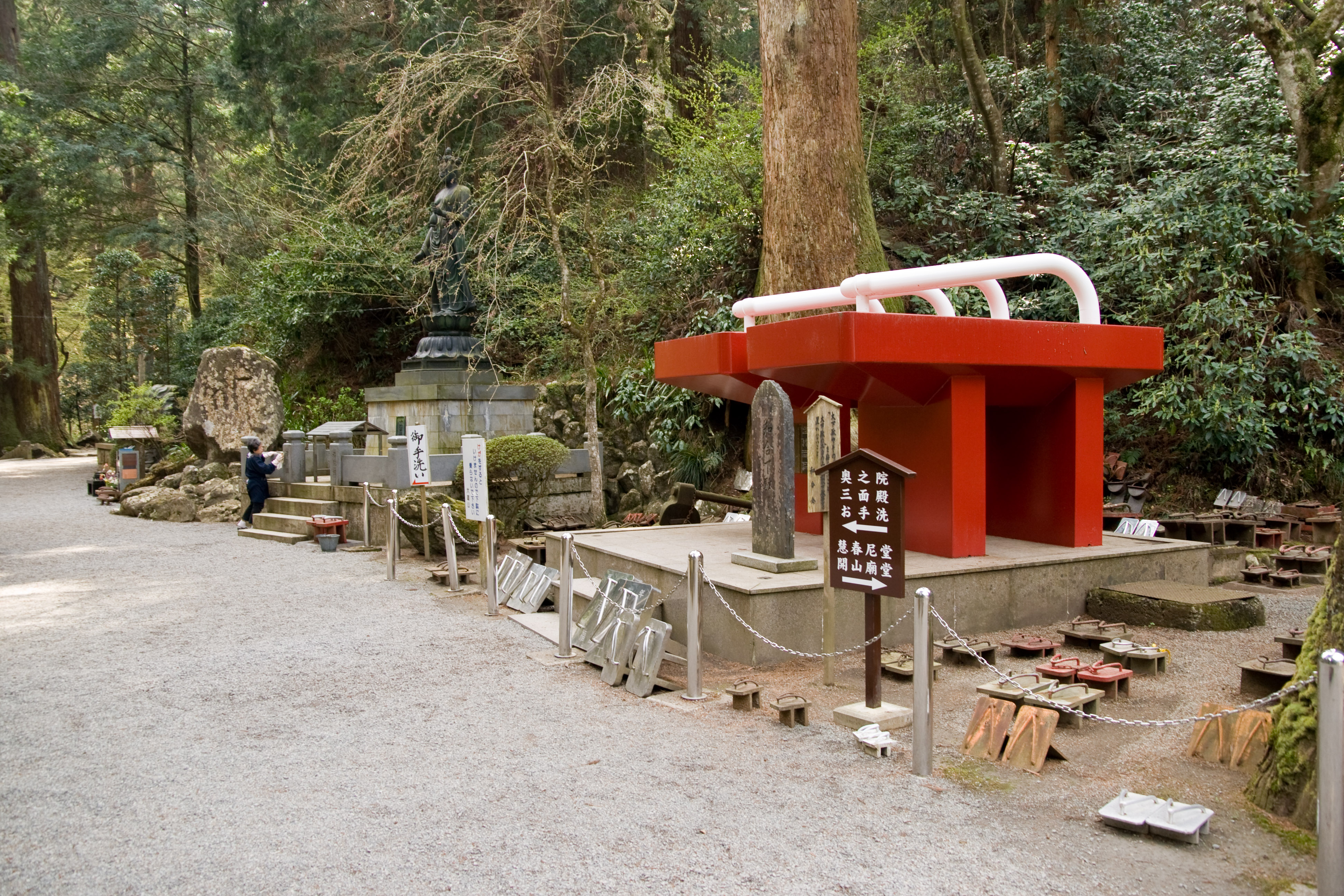
御真殿の高下駄

## 札所
- 関東三十六不動霊場 第2番

## 伽藍
御真殿の高下駄
- 天狗の高下駄。高下駄が左右一対そろって役割をなすことから夫婦和合の信仰が生まれた。

多宝塔
- 1863年（文久3年）建立。神奈川県下で現存する唯一の多宝塔。南足柄市重要文化財。

洗心の滝
- 清瀧不動堂の下を流れる滝。

松平直基墓所
- 江戸初期の大名・松平直基の墓所。慶安元年（1648年）に直基は没し、最乗寺に葬られた後に圓教寺に分骨された。

## 交通
- 伊豆箱根鉄道大雄山線「大雄山駅」から車で約10分。